# على الطريق إلى قندهار (كتاب)
على الطريق إلى قندهار: رحلات عبر الصراع في العالم الإسلامي (بالإنجليزية: On the Road to Kandahar: Travels through Conflict in the Islamic World) هو كتاب غير روائي صدر عام 2007 بقلم جيسون بيرك، كبير المراسلين الأجانب في صحيفة الأوبزرفر، استنادًا إلى تجاربه في العيش والسفر في مختلف البلدان الإسلامية حول العالم. تدور أحداث الجزء الأكبر من الكتاب في أفغانستان وباكستان والعراق.

## طالع أيضًا
- ليس لضعاف القلوب
- الوفاق البراجماتي